# Intuition
Intuition is een nummer van de Amerikaanse zangeres Jewel uit 2003. Het is de eerste single van haar vierde studioalbum 0304.
Het nummer wijkt af van de eerdere muziek die Jewel maakte. Hoewel ze vooral folkmuziek maakte, gaat Jewel met "Intuition" meer de R&B-kant op, wat haar kritiek opleverde van een aantal fans. In de tekst van het nummer zitten veel verwijzingen naar de populaire cultuur, waaronder beroemdheden zoals zangeres Jennifer Lopez, model Kate Moss, en acteur Charlie Sheen. Maar ook naar tijdschriften, de filmcultuur, en commercialisering wordt in het nummer verwezen. Het nummer werd in een aantal landen een hit. Het haalde een bescheiden 20e positie in de Amerikaanse Billboard Hot 100. In de Nederlandse Top 40 haalde het nummer de 5e positie, terwijl het in Vlaanderen de 2e positie in de Tipparade haalde.